# ال.ای.ام.بی.
ال.ای.ام.بی. (انگلیسی: L.A.M.B.) شرکت پوشاک آمریکایی است، که در سال ۲۰۰۳ توسط گوئن استفانی تأسیس شد.